# Verband der Bayerischen Entsorgungsunternehmen
Der Verband der Bayerischen Entsorgungsunternehmen e.V. – Kreislaufwirtschaft und Städtereinigung (Abgek.: VBS) mit Sitz in München ist der Dachverband von rund 170 Mitgliedsunternehmen der mittelständischen bayerischen Entsorgungsbranche. Der VBS ist korporatives Mitglied im Bundesverband der Deutschen Entsorgungswirtschaft (BDE) sowie Mitglied in der Vereinigung der Bayerischen Wirtschaft (vbw).
Der Verband ist ein freier Zusammenschluss von privaten Entsorgungsunternehmen, mit Sitz oder einer Betriebsstätte in Bayern, wobei jeder Teil ein ordentliches Mitglied mit ordentlichem Stimmrecht ist. Der Verein hat ebenso Private Förderer.  
Seit 2006 amtiert 
- VBS-Präsident Otto Heinz, Sprecher der Geschäftsführung HEINZ GmbH & Co. KG.
- Vizepräsidenten sind Rainer Hofmann und Richard Meindl.
- Geschäftsführer des VBS ist Rüdiger Weiß.

## Gremien
Der Verband wird durch den Präsidenten und die beiden Vizepräsidenten nach außen vertreten. Die vier Regionen Franken, Niederbayern/Oberpfalz, München/ Oberbayern und Schwaben werden durch je zwei Regionssprecher vertreten. Präsidium, Regionssprecher, Altpräsident und Geschäftsführer bilden den Vorstand. In diesen können weitere Mitglieder von der Mitgliederversammlung gewählt werden.

## Geschichte
Am 17. März 1973 fanden sich im Gasthof „Zur Post“ in Gunzenhausen Vertreter von 48 Firmen zur Bayerischen Regionalversammlung des VPS (früherer Name des BDE) zusammen. Unter Führung des damaligen VPS-Regionalsprechers für Bayern, Rudolf Ernst sen., wurde beschlossen, sich vom VPS abzukoppeln und einen rechtlich selbständigen Verband in Bayern zu gründen. Knapp drei Monate später, am 16. Juni 1973, fand dann im Münchner Pschorr-Keller die konstituierende Sitzung statt, bei der der heutige VBS-Ehrenpräsident Rudolf Ernst sen. kommissarisch den Vorsitz angetragen bekam. Der 1. Juli 1973 gilt – wegen des Eintrags ins Vereinsregister – als der eigentliche Gründungstermin. Am 17. November 1973 fand die erste Jahrestagung des Verbandes Bayerischer Städtereinigungsbetriebe e.V. statt.
1996 erfolgt die Namensänderung in Verband der Bayerischen Entsorgungsunternehmen e.V. – Kreislaufwirtschaft und Städtereinigung. Im Amt des VBS-Präsidenten standen bislang neben Rudolf Ernst die Herren Friedmund Mußgnug, Heinz Gehrlicher, Reinhard Büchl und seit 2006 Otto Heinz. 

## Tätigkeitsfelder
Der Verband versteht sich neben seiner Funktion als Sprachrohr und Interessenvertreter seiner Mitglieder als Dienstleister und bietet im Verbund mit dem BDE seinen Mitgliedern folgenden Service:
- Hilfestellung bei der Umsetzung von Gesetzen und Verordnungen in die Alltagspraxis
- Beratung in fachspezifischen Fragen
- Arbeitsrechtliche Beratung
- Aktueller monatlicher Informationsdienst
- Fachspezifische themenbezogene Veröffentlichungen
- Organisation von Weiterbildungsveranstaltungen sowie Informationsveranstaltungen zum Entsorgungsfachbetrieb und zum Qualitätsmanagement
- Informations- und Erfahrungsaustausch in Regionalveranstaltungen
- Mitwirkungsmöglichkeiten in Fachbereichen und Arbeitskreisen
- Organisation von Jahrestagungen mit fachlichem und gesellschaftlichem Teil
- Repräsentanz auf Fachmessen